# Marché du travail
Le marché du travail est le lieu théorique de rencontre de l'offre de force de travail, de savoir-faire et de compétences et de la demande solvable de travail (par des personnes privées, par les entreprises publiques ou privées). Ce marché est le plus souvent régulé par le droit du travail qui opère la distinction juridique entre de multiples variantes de travail salarié et travail indépendant, régulier ou intermittent, intérimaires, à la tâche, etc.
Dans le cas du salarié, on peut dire qu'il affronte la concurrence des autres offreurs de travail, par la médiation d'un employeur. Dans le cas de l'indépendant, on dira qu'il affronte le marché du travail sans médiation.
Concernant l'offre de travail, elle est habituellement principalement constituée du travail salarié ou indépendant. Dans certains pays, une population labellisée inactive (par exemple durant les études) a aussi accès au marché du travail (par exemple : travail sous contrat étudiant, travail bénévole). Pour être complet dans l'analyse de l'évolution d'une offre de travail, on peut choisir d'inclure également le travail et les prestations fournies par des entreprises.
Ce marché est notamment étudié par la sociologie du travail.

## Structuration et dynamique du marché du travail
On peut distinguer différents marchés du travail selon les secteurs d'activité et le niveau de compétences métiers exigé (qualification). Cela peut être justifié objectivement par le faible degré de l'élasticité de l'offre de travail, qui est dans certains cas limitée par le temps nécessaire à l'acquisition humaine de compétences métiers (ex. : une offre de compétences de laveurs de vitres ne peut pas répondre rapidement à une soudaine demande de virologues en cas d'épidémie). Tandis que la demande consommatrice de travail peut être très volatile selon le secteur. Un secteur en expansion peut consommer beaucoup de travail, un autre en voie de mécanisation ou hautement délocalisable peut s'en passer presque instantanément localement.
Durant les trente glorieuses, les économistes Doeringer et Piore (1971) distinguent deux catégories très différentes au sein de ce marché :
1. « Un secteur primaire caractérisé par de hauts salaires, la stabilité de l'emploi et des possibilités de promotion » ;
2. « Un secteur secondaire où les salaires sont faibles, le risque de chômage important, et les promotions inexistantes ».

Durant les trente glorieuses, dans cette théorie de la segmentation (Dickens et Lang, 1988), les notions théoriques de « salaire d'efficience » et de « négociations salariales » suffisent à justifier le rationnement de l'emploi dans le secteur primaire, et le différentiel de salaire entre les deux secteurs, ainsi que la persistance du chômage.
Le contexte urbain ou rural et l'histoire locale d'industrialisation ou de désindustrialisation ou de délocalisation/relocalisation structurent aussi géographiquement fortement le marché de l'emploi (avec des contextes démographiques, en contribuant à l'exode rural parfois).
En fonction des contextes socioculturels et réglementaires, à la fin du XXe siècle, le marché du travail est considéré comme plus ou moins cloisonné selon les pays (ex. : Selon l'INSEE, il est moins cloisonné au Royaume-Uni, et moins encore aux États-Unis qu'en France)

## Travail et emploi
Quand le travail est rémunéré, il est souvent régulé par le droit et fait l'objet d'un contrat marchand de fourniture de service dont les conditions dépendent du marché ou d'un contrat de travail assorti d'un salaire qui correspond à des négociations collectives ou individuelles. L'emploi est la stabilisation juridique du travail rémunéré d'une personne, qu'il soit salarié indépendant par la succession de contrats pour un même type de prestation.
Le droit arbitre, via le législateur et la jurisprudence, les conflits entre partenaires sociaux, et à l'aide de la sécurité sociale (instaurée en France par Ambroise Croizat au sein du Conseil national de la résistance) entre la demande de l'employeur qui tend à demander toujours plus de flexibilité et l'employé, le travailleur qui a besoin d'une certaine sécurité dans l'emploi.
En France, la rencontre entre offre de travail, salarié et employeur, est régie et régulée par le droit du travail dont l'application est surveillée par l'inspection du travail et sanctionnée par juridictions spécialisée (le conseil de prud'hommes).
Son étude est faite sur le plan théorique par l'économie du travail et, sur un plan plus pratique — sinon plus politique — à l'échelon international, par l'Organisation internationale du travail (OIT), organisation spécialisée de l'ONU.

## Marché de l'emploi
Dans le marché de l'emploi, on peut distinguer un « marché manifeste » qui correspond l'ensemble des demandes et annonces diffusées par les entreprises, et un « marché fermé » et/ou « marché caché » (à ne pas confondre avec le travail dissimulé) qui recouvre l'ensemble des emplois qui ne font pas l'objet d'annonces dans les grands médias par les entreprises, mais qui peuvent par contre apparaître dans des réseaux sociaux de la vie quotidienne ou des médias sociaux numériques. À titre d'exemple, en 1984, Catherine Paradeise pose l'hypothèse qu'en France, la marine marchande est un marché du travail autrefois fermé, mais qui pourrait être amené à s'ouvrir. Dans la marine de guerre, les appels à recrutement sont publics ou passent par les écoles spécialisées.
Dans les marchés du travail fermés, le recrutement se fait généralement chez des jeunes qui commencent au bas de l'échelle et peuvent espérer par le jeu des formations, grades, atteindre des postes de plus en plus élevés et mieux rémunérés. Ce marché du travail dit « caché » est généralement aujourd'hui accessible à qui dispose d'un riche réseau de relations (notamment professionnel et/ou familial par exemple), à qui diffuse des candidatures spontanées ou à qui dispose de compétences lui permettant d'être actif dans différents réseaux professionnels du « Web 2.0 ».
Un autre secteur (de l'emploi précaire et/ou du travail saisonnier, par exemple dans les secteurs du tourisme, de l’évènementiel, de la restauration, de l’hôtellerie, de l'agriculture, vulnérable à la conjoncture économique et à certaines stratégies industrielles telles que la robotisation, la sous-traitance et l'appel au travail intérimaire), présentant ses spécificités. Concernant l'intérim : après la fin des trente glorieuses, quelques grands groupes (Adecco, Manpower et Vediorbis) se sont fortement développés en se partageant la majeure partie de ce marché, dans les années 1980/1990, et tendant souvent à remplacer la sous-traitance, voire à remplacer le service de gestion des ressources humaines de certaines entreprises qui y externalisent ainsi cette fonction à peu de frais.
Dans le Grand marché du travail, au sein des entreprises, les tests d'aptitude et/ou les experts en recrutement (dont chasseurs de têtes) jouent un rôle important, mais leurs interprétations sont critiquées par certains chercheurs qui mettent en cause l’idée d’une rationalité parfaite de ces recruteurs, démontrant des biais de « jugement du recruteur à deux étapes principales : le classement des candidatures et l’organisation de tests formalisés ».
Certains, comme Samuel Churin (initiateur et de porte-parole de la Coordination des intermittents et des précaires), en 2020  considèrent qu'il ne faudrait pas parler de « marché » pour le travail, car dans un vrai marché les deux partis ont le choix de pouvoir refuser l'échange, alors que (hormis dans les pays riches et durant les trente glorieuses) dans le domaine du travail le travailleur, pauvre notamment, est souvent obligé d'accepter des salaires et conditions de travail ne correspondant pas à ses attentes, et imposées par l'employeur.

## En France
Le marché de l'emploi serait en France, composé de 30 % de marché manifeste, et de 70 % de marché caché. De plus, 80 % des candidats se battent sur le marché ouvert, tandis que 20 % des candidats préfèrent le marché caché. Cette situation démontre combien le marché caché (recrutements en interne, post-stage ou via les réseaux de contact ) est encore méconnu des candidats, bien que plus important que le marché ouvert. En effet, le marché caché tient au fait que beaucoup d'entreprises recherchent des candidats parmi les personnes déjà actives chez leurs concurrents, ou dans les réseaux sociaux, et par ailleurs reçoivent régulièrement des candidatures spontanées. Diffuser une annonce constitue alors, soit un dernier recours, soit une communication publicitaire. Ces entreprises n'ont dès lors pas besoin de diffuser des annonces pour les emplois disponibles.
La vie scolaire et les conseillers d'orientation (dans les collèges, les lycées et les Centre d'information et d'orientation (CIO)) préparent les jeunes à un métier et à la recherche d'emploi. Des structures (ex. : Agences locales pour l'emploi (ALE), Association pour l'emploi des cadres (APEC) et ANPE devenue Pôle emploi, et des points d'accueil d'information et d'orientation (PAIO) et Missions locales ont été créés pour accompagner les chercheurs d'emploi, jusqu'au moment de la retraite.

## Le cas des emplois intermittents
Certains emplois sont par nature intermittents, avec selon les pays des systèmes plus ou moins poussés de socialisation du risque (cas des intermittents du spectacle en France, par exemple) et il existe aussi des dispositifs visant plus spécifiquement l'emploi des jeunes, des femmes (pour contrer les inégalités d'accès aux métiers et aux postes, et pour un salaire égal à travail égal), des handicapés et/ou visant à réguler le marché du travail pour qu'il ne favorise pas la précarisation des travailleurs,.

## Marché du travail et immigration/émigration
Notamment depuis la révolution industrielle, le marché du travail a grandement influé sur les politiques d'immigration/émigration, avec cependant des inégalités d'accès à certains métiers ou postes, y compris pour la seconde ou troisième génération, dont en France,,,.

## Hors de la théorie économique classique ou néoclassique, le marché du travail n'existe pas
La notion de marché du travail est « une facilité de langage, parfois trompeuse ».
Les économistes classiques et néoclassiques ou plus exactement le modèle d’offre et de demande orthodoxe peinent à décrire et donc à anticiper le marché du travail, ainsi qu'à produire une juste « courbe de demande du travail », probablement car « il existe une diversité de marchés pour des qualifications distinctes » et parce que le travail ne peut être réduit à l'emploi et encore moins à un bien marchand (« l’allocation et la valorisation de ces compétences se fait pour partie au sein de l’entreprise selon des procédures qui ne ressemblent guère à des mécanismes de marché ») et qu'il est cadré par une « réglementations et des négociations à des niveaux plus ou moins centralisés », faisant qu'il ne peut être intégré dans un modèle spéculatif et/ou d'offre/demande à la manière d'une marchandise. En outre la mobilité du travailleur et de l'employeur (délocalisation/relocalisation) dépendent de facteurs très complexes. En outre les statistiques d'emploi n'incluent généralement pas ou très difficilement le travail informel, le travail au noir, le travail en prison, le travail forcé (par exemple durant la Seconde Guerre mondiale) ou obligatoire (qui inclut le service militaire là et quand il existe, et qui en France a duré jusque 3 ans). En outre le travail salarié (public et privé) ne représente dans le monde qu'une part minoritaire du travail non marchand effectué par les humains, et notamment par les femmes, et les enfants… En outre, les statistiques peinent à prendre en compte le fait que la consommation réelle est dans le monde en partie déconnectée des revenus du travail - par exemple pour la consommation des fruits et légumes, du potager familial, ou de ressources (gibiers, poissons, fruits, champignons, etc.) directement prélevées dans la Nature.